# Mackenzie Caquatto
Mackenzie Caquatto (Downers Grove, 26 de março de 1992) é uma ginasta norte-americana que compete em provas de ginástica artística.
Mackenzie fez parte da equipe norte-americana que disputou o Campeonato Mundial de Roterdã, em 2010, nos Países Baixos.